# Sirah (Rapperin)
Sirah, auch Sirah One (* 28. Juli 1988 in Long Island, New York; bürgerlich Sara Elizabeth Mitchell), ist eine US-amerikanische Rapperin.

## Leben und Wirken
Sie wuchs in New York City auf und zog später nach Los Angeles. Das Lied Bangarang von Skrillex und Sirah wurde bei den Grammy Awards 2013 als Best Dance Recording ausgezeichnet.

## Diskografie

### Singles
| Jahr | Titel Album                  | Höchstplatzierung, Gesamtwochen, AuszeichnungChartplatzierungen (Jahr, Titel, Album, Platzierungen, Wochen, Auszeichnungen, Anmerkungen) | Höchstplatzierung, Gesamtwochen, AuszeichnungChartplatzierungen (Jahr, Titel, Album, Platzierungen, Wochen, Auszeichnungen, Anmerkungen) | Höchstplatzierung, Gesamtwochen, AuszeichnungChartplatzierungen (Jahr, Titel, Album, Platzierungen, Wochen, Auszeichnungen, Anmerkungen) | Höchstplatzierung, Gesamtwochen, AuszeichnungChartplatzierungen (Jahr, Titel, Album, Platzierungen, Wochen, Auszeichnungen, Anmerkungen) | Höchstplatzierung, Gesamtwochen, AuszeichnungChartplatzierungen (Jahr, Titel, Album, Platzierungen, Wochen, Auszeichnungen, Anmerkungen) | Anmerkungen                                                 |
| Jahr | Titel Album                  | DE | AT | CH | UK | US | Anmerkungen                                                 |
| ---- | ---------------------------- | --- | --- | --- | --- | --- | ----------------------------------------------------------- |
| 2010 | Weekends My Name Is Skrillex | DE100 (1 Wo.)DE | — | — | — | US— GoldUS | Erstveröffentlichung: 8. November 2010 Skrillex feat. Sirah |
| 2012 | Bangarang Bangarang (EP)     | DE55 Gold · (8 Wo.)DE | AT25 (59 Wo.)AT | CH61 (6 Wo.)CH | UK24 Platin · (50 Wo.)UK | US72 ×3Dreifachplatin · (20 Wo.)US | Erstveröffentlichung: 16. Februar 2012 Skrillex feat. Sirah |
| 2012 | Kyoto Bangarang              | — | — | — | — | US74 Platin · (4 Wo.)US | Skrillex feat. Sirah                                        |